# Анний Руф
Анний Руф (лат. Annius Rufus) — римский политический деятель начала I века.
О происхождении Руфа ничего неизвестно. В 12 году он был назначен третьим префектом Иудеи, сменив Марка Амбибула. Его правление по всей видимости было без происшествий, кроме того, что в 14 году умер император Октавиан Август. Новый император Тиберий сменил Руфа на Валерия Грата. На его монетах не чеканились портреты.